# Поляки (Калузька область)
Поляки (рос. Поляки) — присілок в Думіницькому районі Калузької області Російської Федерації.
Населення становить 31 особу. Входить до складу муніципального утворення Присілок Думиничі.

## Історія
Від 2004 року входить до складу муніципального утворення Присілок Думиничі.

## Населення
| 2002 | 2010 |
| ---- | ---- |
| 34   | ↘31  |